# Downingia insignis
Downingia insignis  (лат.) — вид цветковых растений рода Доунингия (Downingia) семейства Колокольчиковые (Campanulaceae).

## Ботаническое описание
Однолетнее травянистое растение, образующее ветвящиеся прямостоячие стебли с мелкими остроконечными листьями в узлах. На конце каждого ответвления располагается 1 или более цветков, каждый 1—1,5 см в диаметре.
Верхняя губа венчика состоит из двух узких остроконечных долей пурпурного или синего цвета с выпуклыми тёмными жилками. Нижняя губа с жилкованием такого же цвета и с белым пятном в центре. В белой области присутствуют два жёлтых выпуклых сосцевидных пятна, иногда также имеются пятна тёмно-пурпурного цвета около губы венчика. Нижняя губа разделяется на 3 округлые или остроконечные доли.
Тычинки срастаются в прямостоячий стебелёк, завершающийся светлым пыльником.
Плод — коробочка 4—8 см длиной.

## Распространение и местообитание
Вид произрастает на западе США от Калифорнии до Айдахо, где растёт по берегам озёр и весенних прудов.